# Sibollus margaritatus
Genre
Espèce
Sibollus margaritatus, unique représentant du genre Sibollus, est une espèce d'opilions laniatores de la famille des Ampycidae.

## Distribution
Cette espèce est endémique du Pérou. Elle se rencontre dans la vallée du río Marañón.

## Description
Le mâle syntype mesure 8 mm et la femelle syntype 9 mm.

## Systématique et taxinomie
Cette espèce a été décrite par Roewer en 1929.
Ce genre a été décrit par Roewer en 1929 dans les Gonyleptidae. Il est placé dans les Ampycidae par Benavides, Pinto-da-Rocha et Giribet en 2021.

## Publication originale
- Roewer, 1929 : « Weitere Weberknechte III. (3. Ergänzung der: "Weberknechte der Erde", 1923). » Abhandlungen der Naturwissenschaftlichen Verein zu Bremen, vol. 27, p. 179–284.